# Acharisme

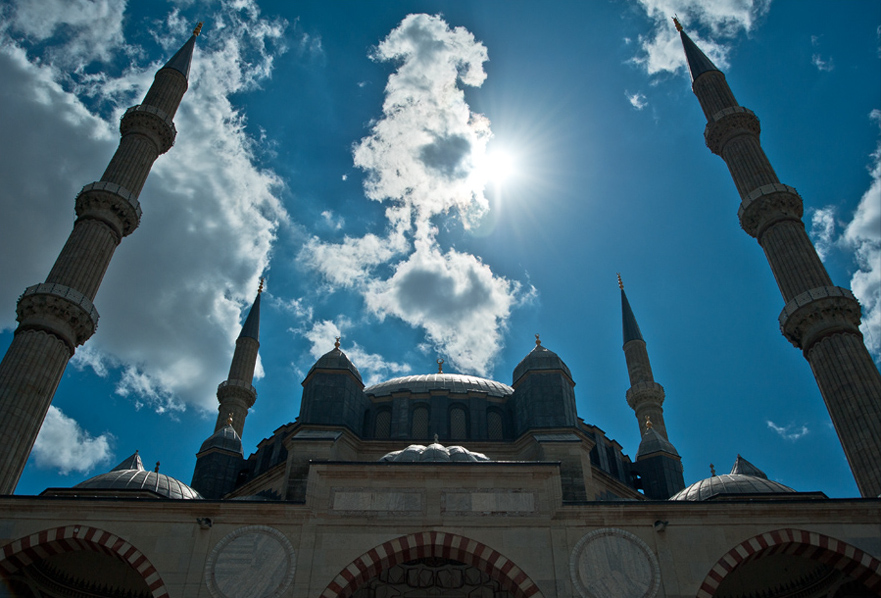
Mosquée Selimiye, Edirne (Turquie).

L'acharisme est la principale école théologique de l'islam sunnite,,, les autres écoles étant le maturidisme et l'atharisme. Elle fut fondée par Abu Al-Hasan al-ʾAshʿarī (873-935), descendant d'Abu Musa al-ʾAshʿarī, compagnon de Mahomet. Les adhérents à cette école sont nommés les acharites (الأشعرية al-ʾAšʿarīyya ou أشاعرة, ʾašʿarīa).
D'après Muhammad Al-Kawtharî, cette école de pensée se répandit très vite et devint une grande école théologique. Après le déclin du mutazilisme, elle devint la principale école de kalâm sunnite. Anciennement Mu'tazilite pendant environ 40 ans de par son beau-père, Abou Hassan al-Achari finit par se repentir et quitta ces derniers pour finir par adopter un nouveau dogme, celui d'Ibn Kullab. Ce dernier était en réalité le véritable chef de file de la doctrine qu'on appelle aujourd'hui l'ash'arisme[réf. nécessaire], bien que les origines de son dogme remontent encore plus loin. Ce n'est que par la célébrité de son élève, Abû Al-Hassan Al-Ash'arî, et l'immense propagation qu'il a fait, de ce à quoi son shaykh l'avait appelé, que le nom de ce dogme lui fut finalement attribué : le Ash'arisme.

## Histoire

### Fondateur
Abou Hassan al-Achari est né vers 873 et décédé vers 935. Il passe son enfance à Bassorah avant de partir poursuivre ses études à Bagdad. Il y étudie notamment le droit auprès de Ibn Surayj (ar) et d'Abou Ishâq Al-Marwazi (ar) (d. 951),, et le hadîth auprès de Zakariyyâ Ibn Yahyâ As-Sâjî (ar)[réf. nécessaire] et d'Abou Khalîfah Al-Jumahî,.
D'abord adepte du mu'tazilisme en tant qu'élève d'Al-Jubbâ`î, Abou Hassan al-Achari s'en sépara au moins sur deux points essentiels :
- Il récuse la thèse qui affirme que les actes de l'homme sont créés par celui-ci, il affirme que l'homme est libre de ses actions mais c'est Dieu qui crée ses actes (bons ou mauvais)[11] ; ces deux affirmations étant difficiles à concilier, on observera une évolution progressive de ses disciples sur ce point[13].
- Il réfute la thèse des mutazilites affirmant que le Coran est contingent et créé[14] : Il reprend alors et théorise la position de Ahmad Ibn Hanbal et de l'ensemble des traditionalistes en déclarant que le Coran est incréé, à savoir la Parole de Dieu en tant qu'Attribut propre à lui. En effet, l'être étant sans début, il serait indispensable que son Attribut soit sans début[15].

### Développement
Sur le fond al-Ach'ari reste proche des traditionalistes. Mais l'acharisme ne se réduit pas à la doctrine de son fondateur al-Ash'ari, dont la pensée a été reprise et renouvelée par ses disciples Al-Baqillani puis Al-Juwaynī. L'acharisme n'est donc pas une pensée monolithique : elle a fait l'objet de révisions et de nouveaux développements. Ibn-Khaldūn distingue deux périodes dans l'histoire de la doctrine : celle des anciens, dont la figure dominante est Al-Baqillani. Al-Juwaynī, en introduisant la logique d'Aristote dans le Kalâm, inaugure la période moderne dont le principal représentant est Al-Ghazalī. L'une des figures historiques qui a le plus développé la philosophie et la physique acharite est le perse Fakhr ad-Dîn ar-Râzî. L'acharisme s'est en partie construit dans la critique de la pensée d'Avicenne, s'opposant à sa philosophie, sa théologie, sa logique et sa physique.

## Doctrine

### Une doctrine du juste milieu?
La doctrine acharite a souvent été présentée comme une théorie du « juste milieu »,,.

#### Une doctrine traditionaliste
Sa croyance fut influencée par des théologiens comme Ahmad Ibn Hanbal, 'Abdu Llâh Ibn Kullâb, Hârith Al Muhâsibî et Abul 'Abbâs Al Qalânisî. Ibn Khaldoun (XIVe siècle) a dit dans son livre Muqaddima : « Il suivait les opinions de 'Abdu Llâh Ibn Sa'îd Ibn Kullab, d'Abûl 'Abbâs Al Qalânisî et d'Al-Hâtith Al Muhâsibî, tous partisans de l'attitude des salafs en accord avec la voie Sunnite ». Ibn Taymiyya a dit aussi : « Al-Ash'arî fut le plus proche de l'Imâm Ahmad Ibn Hanbal, notamment sur les questions se rapportant au Coran et aux Attributs Divins ». Sur le fond, ses positions sont donc traditionalistes. Sur les deux questions polémiques concernant le Coran créé et le libre arbitre humain, il ne cède pratiquement rien aux mutazilites. C'est sur la forme qu'al-Ashari a innové, et ouvert la possibilité à son école d'évoluer.

#### Mais une méthode rationnelle
Car il fortifia ces doctrines par des arguments tirés de la théologie dialectique. En effet, il se différencia de la majorité des salafs par l'utilisation du raisonnement logique afin de prouver la justesse de la révélation contenue dans le Coran et la sunna lorsque le besoin s'en fait ressentir lors d'un débat ou une réfutation. Ce besoin de justifier rationnellement ses positions peut être attribué à ses études auprès du mutazilite al-Jubba'i. Ce raisonnement lié à la théologie est appelé kalâm, qui est accusé d'être scolastique par les partisans de la mouvance salafiste, de même qu'Ibn Taymiyya, qui en dénonce l'usage. Il n'en reste pas moins que cette ouverture à la raison a permis aux disciples d'al-Ash'ari de faire évoluer la doctrine du fondateur de l'école, qui est considéré comme le fondateur du kalâm sunnite orthodoxe,.
Pour les acharites, la raison est témoin de la véracité. Mais contrairement aux moutazilites, leur croyance ne repose pas sur la raison. De même, le bien et le mal sont définis par le divin.
Au départ, les acharis n'étaient pas partisans du kalam.
Abû Hamid Al-Ghazali (mort en 1111), sur le point de la prédestination, prend le contre-pied de la position des mutazilites. Conformément à l'idée d'al-Ash'ari, tout ce qui arrive est en effet le résultat de la volonté libre de Dieu. Par conséquent, les actions humaines sont créées par Dieu ; l'efficacité de notre volonté n'est qu'une illusion. Dieu n'a de compte à rendre à personne et n'a à se soumettre à aucune loi. En effet la seule cause dans l'univers est la volonté de Dieu, qui pourrait tout aussi bien agir autrement. Il n'y a pas de lois de la nature, seulement la volonté divine ; pas de relation de causalité, mais seulement le bon vouloir de Dieu. Pour al-Ash'ari, il n'y a pas non plus de loi morale naturelle, à l'opposé de ce qu'affirment les mutazilites. Le bien et le mal n'existent pas en soi. Nous n'en avons qu'une représentation humaine. Aucune idée du bien et du juste ne saurait s'imposer à Dieu et lui dicter des choix dans la Création. Ce serait limiter sa Toute-puissance. L'univers est parfait comme il est sans que rien puisse y être amélioré. La condition de chaque humain n'est l'objet d'aucune injustice car ce serait contraire au principe de la justice divine : les misères de la vie terrestre sont certes des pertes sur terre, mais elles sont aussi des gains dans l'au-delà. Sans la nuit, le jour n'aurait pas de valeur. Sans la maladie, la santé ne serait pas si appréciable. Si l’imperfection n’avait pas été créée, la perfection resterait inconnue.
Fakhr ad-Dîn ar-Râzî critique fortement Avicenne concernant la conception de ce dernier du temps. Ce faisant, il établit la position acharite concernant la nature du temps. D'après lui, Dieu a créé le temps comme un cadre pour créer le reste des créatures, sans jamais être limité par ce dernier. La temps en tant que durée (muddah) dépend de Dieu, mais est indépendant et subsiste par soi-même. Dieu est exalté par-delà le temps et le lieu, et c'est de lui que l'espace et le temps proviennent. Cette notion du temps et de l'espace se retrouve déjà chez le théologien acharite Ibn Asakir, avant son développement théologique et philosophique par Fakhr ad-Dîn ar-Râzî.
Dans son ouvrage intitulé L'Incohérence des philosophes (Tahafut al-falasifa), Al-Ghazali prend le contre-pied de la philosophie rationnelle grecque et attaque principalement Avicenne et Al-Farabi. Averroès (1126-1198) riposta avec l’Incohérence de l'Incohérence (Tahāfut al-Tahāfut). L'influence d'al-Ghazali reste cependant encore très profonde dans le monde musulman depuis cette époque.
Lorsque Atatürk renversa le califat ottoman en 1924, il se méfiait tellement de la pensée acharite[pourquoi ?] qu'il fit interdire l'édition en turc moderne (en caractères latins) des œuvres d'Abû Hamid Al-Ghazali[réf. nécessaire].

## Doctrine théologique

### Libre arbitre et prédestination
Une question conflictuelle fut celle de la prédestination et du libre arbitre. Les Mu`tazilites soutenaient que l’homme dispose d’une totale liberté d’agir et qu’il est le propre créateur de ses actes, de sorte que Dieu ne prend connaissance des actes de l’homme qu’au moment de leur survenue. L’Imâm Al-Ash`arî réfuta cette idée et réaffirma la doctrine coranique selon laquelle la Science de Dieu embrasse toute chose passée et future, que Dieu est le Créateur de tout, y compris des actions bonnes et mauvaises, et que l’homme dispose d’une liberté de choix qui fait qu’il agira de telle ou telle manière, qu’il choisira telle bonne action créée par Dieu ou telle mauvaise action tout aussi créée par Dieu. Sa Connaissance éternelle des actions des hommes ne contredit en rien la liberté de choix relative de ces derniers. Par ailleurs, dire que Dieu est le Créateur des actions ne contredit en rien le fait que c’est bien l’homme qui prend le parti de commettre telle ou telle action. La thèse d'al-Ash'ari a paru cependant problématique non seulement à ses adversaires mutazilites, mais aussi à ses successeurs. « Comment Dieu peut-il imposer une loi si l'homme n'est pas libre de choisir entre observance ou inobservance de celle-ci ? Or la thèse ash'arite ne fait aucune concession au libre arbitre humain et, de ce fait, le problème fondamental du déterminisme demeure ».
L'argument principal des Mu'tazilites affirmant que l'homme était créateur de ses actes et que dans le cas contraire, l’idée du Jugement dernier n’aurait plus aucun sens, puisque l’homme serait jugé pour des actes dont il ne serait pas responsable. Les mu'tazilites mettent au centre de leur doctrine la justice divine : un Dieu auteur du mal, et qui jugerait les hommes selon des actes dont ils ne sont pas les créateurs leur paraît inacceptable. Mais dans le même temps, la conclusion des Mu`tazilites induisait que Dieu ne détient pas un savoir absolu, puisqu’il ne prendrait connaissance des actions des hommes qu’après-coup. La faille de ce raisonnement par l’absurde opéré par les Mu`tazilites était qu’ils partaient du postulat implicite selon lequel Dieu obéirait à la loi chronologique qui dit que le conséquent ne peut précéder l’antécédent. Ainsi, selon eux, Dieu ne connaîtrait les actions des hommes qu’après que celles-ci se sont effectivement réalisées. La conséquence de cette affirmation est en outre que ce sont les hommes qui créent leurs actions bonnes ou mauvaises, non Dieu. Ainsi, les Mu`tazilites soutenaient non seulement que Dieu n’était pas Savant de toute chose, mais également qu’Il n’était pas Créateur de toute chose[réf. nécessaire]. La vision de l'Imâm Al-Ash`arî sur ce sujet donne à Dieu la connaissance des actions des hommes et affirme que c'est Dieu qui crée ses actions (bonnes comme mauvaises), mais c'est bien l'homme qui décide de les effectuer. Al-Ash'ari justifie cette position par la notion de kasb (« acquisition »), empruntée à Ḍirār ibn ʻAmr. Dieu crée l'acte humain. La différence entre les actes involontaires (réflexes, par exemple) et les actes volontaires, c'est que ces derniers sont « acquis » par le sujet humain. La notion de kasb peut apparaître comme une solution ad hoc. Les disciples d'al-Ash'ari, al-Baqillani et surtout al-Juwayni, tenteront de préciser ce concept et devront faire quelques concessions à la notion de libre arbitre.
L'Imâm Al-Ash`arî s'oppose également aux Jahmites qui affirment que l'homme n'a aucun choix, qu'il est contraint de faire ses actes.

### Attributs d'Allah
Al-Ash'ari affirme la réalité des attributs divins
,, contre les jahmites qui en nient l'existence.
'Abd al-Hayy Ar-Rajshahi a résumé le dogme acharite concernant les attributs d'Allah en disant : « Selon les Ash'arites, Allâh est Un, Unique, Éternel et est un Être existant. Il n'est pas une substance, ni un corps, ni un accident, ni limité par une quelconque direction et ni contenu par un quelconque espace. Il possède des Attributs tels que l'omniscience, la toute-puissance, la vie et la volonté. Il est entendant, voyant et est doué de la parole».
Al-Ash'ari s'oppose aux mujassima (corporéistes) qui lisent les versets anthropomorphiques du Coran à la lettre. Les énoncés qui suggèrent une ressemblance d'Allah avec ses créatures ne doivent pas être pris en un sens littéral.
Ils considèrent que le Coran est incréé et qu'il n'y a pas de changement dans la volonté au sujet des versets abrogés. Ceci a été contesté par les moutazilites qui y ont vu la possibilité pour des individus d'avoir ces attributs. Enfin, Dieu ne rend de compte à personne, n'étant régi par aucune loi, et ayant pu ne pas créer l'univers.

## Diffusion
L'acharisme est durant la période classique, la doctrine des malikites, ainsi que celle de la majorité des chaféites. Le malikisme se propage au Maghreb, dans le Hijaz et dans une partie de l'Irak, puis face à l'avancée des chaféites, les malikites partent en Égypte.
Grâce au retour de théologiens maghrébins formés en Orient, la doctrine se propage au Maghreb. Elle est de nos jours la doctrine officielle en Afrique du Nord et en Afrique de l'Ouest.

## Personnalités acharites
Les disciples d'Abou Hassan al-Achari les plus connus sont :
- al-Baqillani [48]
- al-Juwayni[49]
- al-Ghazali[31]
- 'Abd al-Qâhir al-Baghdâdî[50]
- Fakhr al-dîn al-Râzî[51]
- Abu al-Hasan al-Bahili al-Basri[52]
- Abul Hasan Ad Dummal (m.360/971)
- Abû Bakr Ibn Mujâhid At Tâ'î (m.368/979)
- Muhammad As Su'lukî (m.369/980)[52]
- Muhammad Al Marwazî (m.371/982)[52]
- Abu Bakr El Isma'ili (auteur d'un livre sur le dogme des traditionalistes Ahl El Hadith)

## Exemples de savants et imams opposés à l'ash'arisme
Averroès (Ibn Rushd), philosophe proche partiellement des thèses mutazilites, critique les asharites dans son Discours décisif. Il leur reproche d'avoir trop interprété les Textes et, surtout, d'avoir diffusé ces interprétations qui risquent de fragiliser la foi populaire sans la remplacer par des croyances solides. Il vise particulièrement Al-Ghazali. Cette critique est plus longuement développée dans Al-Kashf 'an manahij al-'adilla où il se livre à une réfutation méthodique des thèses asharites. Il déconstruit notamment leurs preuves rationnelles de l'existence de Dieu pour revenir, de façon paradoxalement plus littéraliste, à l'argument qui est celui des Écritures : l'argument téléologique, celui du Prophète, à savoir l'ordre harmonieux de l'univers qui témoigne de l'action d'une Providence. Dans la logique de cet argument, il leur reproche de surévaluer cet attribut qu'est la Toute-puissance aux dépens de la Sagesse divine. Les mutazilites soulignent la Justice de Dieu, au risque d'en limiter l'omnipotence. Averroès, lui, conteste l'idée asharite d'un Dieu tout-puissant dont la liberté lui aurait permis de créer un monde tout à fait différent s'Il l'avait voulu. Pour lui, Dieu n'a pas créé ce monde arbitrairement mais, dans sa sagesse, il a créé le meilleur possible.
Outre les mutazilites, les anthropomorphistes[précision nécessaire] et les qadarites, les acharites furent également l'objet de vives critiques tels qu'Ibn Taymiyya ou Ibn Al-Qayyim par rapport à leur crédo théologique. Ce dernier a consacré plusieurs volumes à la critique de l'acharisme avec son livre : Réfutation de l'opposition entre raison et révélation :
- Ibn Hazm (XIe siècle) semble avoir été assez critique à leur égard, mais il serait possible qu'il eut de mauvaises informations sur l'acharisme, les accusant de choses qui ne sont trouveraient nulle part dans les ouvrages d'oulémas acharites[réf. souhaitée][réf. nécessaire] ;
- Ibn Qudama al-Maqdissi (XIIe siècle) était fermement opposé à l'acharisme[réf. nécessaire] ;
- Ibn Taymiyya (XIIIe siècle) a écrit plusieurs réfutations sur l'acharisme, dont un livre en plusieurs tomes intitulé Daru' Taʿâruḍ al-ʿaql wa an-naql (Réfutation de la contradiction entre la raison et la révélation) ou encore Muwāfaqat sahîh al-manqoūl li sarīh al-maʿqoūl (Conformité entre la tradition authentique et la raison explicite)[réf. nécessaire] ;
- Ibn Al-Qayyim (XIVe siècle), disciple d'Ibn Taymiyya, réfuta les opinions des acharites dans plusieurs ouvrages, notamment dans Al-sawâʿiq al-moursala ʿalâl-jahmiyya wa al-mouʿattila (il nommait souvent les acharites Jahmiyya du nom d'une groupe plus radical, proche des mutazilites,), Ijtimâʿ al-jouyoûsh al-islâmiyya li ghazw al-muʿattila wa al-jahmiyya (livre consacré à démontrer, par d'innombrables citations, le dogme selon lequel Dieu est au-dessus des cieux, récusé par les acharites qui eux, ne donnent aucun lieu, ni direction à Dieu). Il écrivit également un poème intitulé Qasîdat an-noûniyyah dans lequel il expose sa croyance et critique l'acharime. Ce poème était diffusé en secret par peur de représailles[réf. souhaitée], étant donné que l'école acharite était plus répandue[55] ;
- l'imam Abou Nasr As-Sijzî (m. 1052) était opposé à l'ash'arisme. Il composa une épître pour les réfuter[56] connue sous le titre de Risâla ilâ ahl zoubayd[57] ;
- l'imam Ibn Aqil était un opposant notable du Ash'arisme[58] ;
- l'imam Abu Bakr al-Khallal pilier centrale de l'école de jurisprudence hanbalite élève de Ahmad Ibn Hanbal[réf. nécessaire] ;
- Adh-Dhahabi élève de Ibn taymiyyah, il aurait suivie la doctrine de son professeur[réf. nécessaire] ;
- l'imam Abdelhamid Ben Badis était fortement contre le asharisme et les tariqa soufies durant la colonisation française de l'Algérie car certaine tariqa était connu pour soutenir la France[réf. nécessaire]